# Axel Adelswärd
Axel Reinhold August Adelswärd, född 11 februari 1828 i Stockholm, död 9 januari 1900 i Åtvids församling, Östergötlands län, var en svensk friherre, godsägare och riksdagsman. Han var far till Theodor och Adolf Adelswärd samt son till August Theodor Adelswärd.

## Biografi
Axel Adelswärd föddes 1828 i Stockholm. Han var son till August Theodor Adelswärd och Marie Emilie Reuterskiöld. Adelswärd  blev 19 augusti 1845 sergeant vid Livregementets husarkår, 1 november 1846 student vid Uppsala universitet och avlade 19 december 1846 officersexamen. Han blev 9 juli 1847 underlöjtnant vid Livregementets husarkår och tog avsked 31 mars 1853 med tillstånd att kvarstå såsom underlöjtnant i armén. Adelswärd tog avsked 23 april 1857 ur krigstjänsten och var från 1857 till 1862 ingenjör vid statens järnvägsbyggnader. Han var från 1863 till 1867 stationsingenjör och utnämndes 2 juli 1866 till riddare av Vasaorden. Adelswärd utnämndes 1 december 1876 till riddare av Nordstjärneorden och 1 december 1882 till kommendör av första klassen av Vasaorden. Han avled 1900 i Åtvids socken.
Adelswärd var innehavare av baroniet Adelswärd i Åtvidaberg. Som riksdagsman var han ledamot av Ridderskapet och adeln 1865–1866. I tvåkammarriksdagen var han ledamot av första kammaren 1870–1879 för Östergötlands läns valkrets.

### Familj
Adelswärd gifte sig 24 februari 1858 på Tollered i Skallsjö socken med Augusta Charlotta Teodora Berg (1836–1905), dotter till kaptenen Johan Teodor Berg och Anna Charlotta Melin. De fick tillsammans barnen Anna Maria Adelswärd (1858–1863), kammarherren Theodor Adelswärd (1860–1929), Adolf Adelswärd (född 1862), Anna Maria Adelswärd (1863–1935) som var gift med kammarherren Carl Otto Blomstedt, Emilie Adelswärd (1868–1941) som var gift med generalmajoren Magnus Blomstedt, militären Johan August Adelswärd och Eva Augusta Adelswärd (1875–1970).